# Dlouhý Bor
Dlouhý Bor (deutsch Langhaid, auch Lang-Haid) ist ein Ortsteil der Gemeinde Nová Pec in Tschechien. Er liegt acht Kilometer nordwestlich von Horní Planá und gehört zum Okres Prachatice.

## Geographie
Dlouhý Bor befindet sich im Nationalpark Šumava im Böhmerwald. Die Streusiedlung erstreckt sich über die Hügel zwischen dem Jezerní potok und der Rasovka (Hefenkriegbach). Nördlich erheben sich der Perník (Lebzelterberg, 1048 m n.m), der Hajný vrch (826 m n.m) und der Ovesný vrch (Wahlberg, 842 m n.m), im Nordosten der Bělský vrch (Großer Berg, 782 m n.m), südöstlich der Na Skalce (793 m n.m.) im Westen die Kobylí hlava (994 m n.m.) und der Koňský vrch (Roßberg, 1026 m n.m.) sowie nordwestlich der Jelenský vrch (823 m n.m.). Durch Dlouhý Bor verläuft die Bahnstrecke České Budějovice–Černý Kříž, der nächstgelegene Bahnhof Nová Pec befindet sich in Nové Chalupy.
Nachbarorte sind Pod Lesem und Ovesná im Norden, Vltava und Bělá im Nordosten, Pernek und Nové Chalupy im Osten, Hefenkrieg Mlýn im Südosten, Láz im Süden, Nová Pec im Südwesten sowie Jelení und Hojsova Pila im Nordwesten.

## Geschichte
Langhaid entstand zwischen 1770 und 1771, einer der ersten Bewohner war der Flößer Philipp Lex. 1776 ließ Valentin Essl am Seebach eine Hammerschmiede anlegen. 1782 bestand Langhaid aus zwei Flößerchaluppen. Im Jahre 1798 ließ Adalbert Siegel unweit der Herrenmühle die Siegelmühle (Sieglův mlýn) errichten, da die Hötzelmühle den nach dem Bau des Schwarzenbergschen Schwemmkanals stark gestiegenen lokalen Holzbedarf nicht mehr abdecken konnte. Im Jahre 1840 war Langhaid noch so unbedeutend, dass es in Sommers topographischer Beschreibung des Königreiches Böhmen als Teil von Parkfried betrachtet und nicht namentlich erwähnt worden ist.  Wie Parkfried war auch Langhaid nach Salnau gepfarrt. Bis zur Mitte des 19. Jahrhunderts blieb Langhaid der Allodialherrschaft Krumau untertänig.
Nach der Aufhebung der Patrimonialherrschaften bildete Langhaid ab 1849 einen Ortsteil der Gemeinde Neuofen im Gerichtsbezirk Oberplan. Ab 1868 gehörte das Dorf zum Bezirk Krumau. Nachdem zwischen 1887 und 1888 die 3,8 Kilometer lange Hefenkrieger Glitsche bzw. Salnauer Riese (Novopecký smyk) zur Moldau bei Salnau angelegt worden war, mit der die Holzflößerei von der Großen Mühl zur Moldau verlagert wurde, und der Salnauer Flößplatz 1892 auch eine Eisenbahnverbindung nach Budweis erhielt, wuchs Langhaid stark an. Im Jahre 1906 bestand die Streusiedlung aus zwölf Häusern und hatte 85 Einwohner. Die Bewohner des Dorfes waren deutschsprachige Holzfäller und Flößer. Im Jahre 1930 lebten in den 19 Häusern von Langhaid 130 Personen. Im Oktober 1938 wurde das Dorf in Folge des Münchner Abkommens dem Deutschen Reich zugeschlagen und gehörte bis 1945 zum Landkreis Krummau. 1945 lebten in den 23 Häusern von Langhaid 107 Personen. Nach dem Ende des Zweiten Weltkriegs kam Dlouhý Bor an die Tschechoslowakei zurück und die deutschböhmische Bevölkerung wurde auf Grund der Beneš-Dekrete zum großen Teil vertrieben. Dlouhý Bor wurde nur in geringem Umfang mit Tschechen wiederbesiedelt; zwölf Häuser blieben unbewohnt und wurden später abgebrochen. Nach dem Zweiten Weltkrieg stellten beide Mühlen und die Hammerschmiede den Betrieb ein. Später entstand östlich des alten Dorfes eine Finnenhaussiedlung.
Im Jahre 1991 hatte Dlouhý Bor 46 Einwohner. 2001 bestand der Ort aus 33 Wohnhäusern, in denen 51 Menschen lebten. Insgesamt besteht Dlouhý Bor aus 50 Häusern.

## Ortsgliederung
Der Ortsteil Dlouhý Bor ist Teil des Katastralbezirks Nová Pec. Zu Dlouhý Bor gehören die Ansiedlungen Pod Lesem, Ovesná (Haberdorf) und Vltava (Oiberg).